# Tom Rainey
Tom Rainey (* 1957 in Los Angeles) ist ein US-amerikanischer Jazz-Schlagzeuger. „Mit melodischer Erfindungsgabe und enormer dynamischer Differenzierung setzt“ er nach Martin Kunzler „das von Paul Motian begründete Konzept der Einfachheit in der Kompflexität und Komplexität in der Einfachheit fort. “

## Leben und Wirken
Rainey wuchs in Santa Barbara auf. Im Alter von sechzehn Jahren trat er erstmals professionell als Musiker auf. Nach dem Besuch des Berklee College of Music in Boston arbeitete er in San Francisco, bevor er 1979 nach New York City übersiedelte. Dort arbeitete er mit Ratzo Harris zusammen, mit dem gemeinsam er mehreren Bands angehörte, darunter fünfzehn Jahre dem Kenny Werner Trio und der Band des Trompeters Herb Robertson. Anfang der 1980er Jahre lernte er Tim Berne kennen, mit dem er bis Mitte der 1980er Jahre und dann ab 1996 mehrere Alben aufnahm. Gegenwärtig gehört er u. a. Bernes Gruppe Paraphrase, dem Fred Hersch Trio und Ingrid Laubrocks Sleepthief an. 2010 legte er sein erstes Album pool school mit Laubrock und der Gitarristin Mary Halvorson vor, gefolgt von dem Trioalbum Camino Cielo Echo (2012). 2020 legte er mit Laubrock das Duoalbum Stir Crazy Episodes 1-15 vor. 
Daneben nahm er u. a. mit Jane Ira Bloom, Fred Hersch, Mark Helias, Brad Shepik, Tony Malaby, Angelica Sanchez, Nels Cline, Klaus König, Simon Nabatov (Sneak Preview, 1999) und Andrea Parkins, aber auch mit Vertretern der Down Town-Szene der achtziger Jahre wie Gerry Hemingway, Joey Baron, Bobby Previte, John Hollenbeck, Kenny Wollesen, Herb Robertson (Elaboration, 2005, und Real Aberration, 2007) und Jim Black auf. Zu hören ist er auch auf Fay Victors Album Life Is Funny That Way (2024) mit dem Herbie Nichols Sung Quintet. 
Als Komponist schrieb er im Auftrag des National Endowment for the Arts ein Konzert für Perkussion und Jazz-Schlagzeug, das er mit Dave Samuels und Arto Tunçboyacıyan uraufführte.

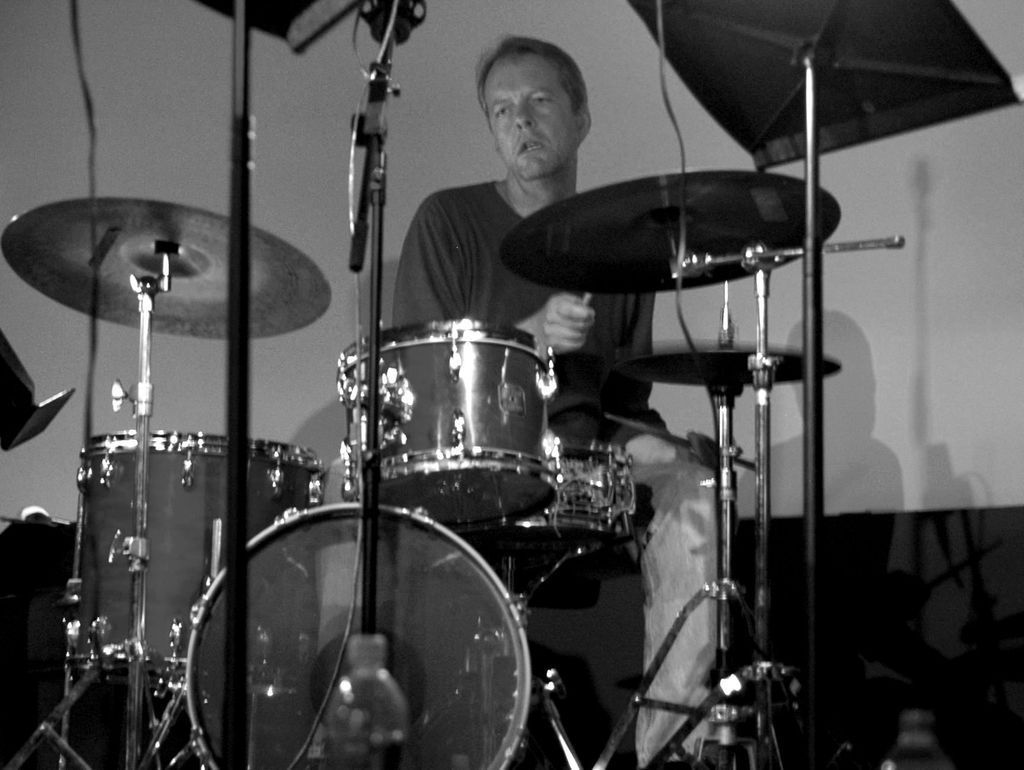
Drummer Tom Rainey (2006)

## Diskographische Hinweise
- Brad Shepik Trio: Drip (2003), mit Scott Colley
- The MacroQuarktet: The Complete Night: Live at the Stone NYC (Out of Your Head, 2007/2020)
- Remi Charmasson, Drew Gress, André Jaume, Tom Rainey: Fly Baby, Fly (AJMI Series, 2013)
- Jason Stein Quartet: Lucille! (2017)
- Tom Rainey Trio: Combobulated (Intakt, 2019)
- Ken Vandermark, Nate Wooley, Sylvie Courvoisier und Tom Rainey: Noise of Our Time (Intakt 2018)
- Ingrid Laubrock & Tom Rainey: Stir Crazy (2020)
- Obbligato: Untucked in Hannover (Intakt, 2021, mit Ralph Alessi, Ingrid Laubrock, Jacob Sacks, Drew Gress)[2]
- Ben Monder, Tony Malaby, Tom Rainey: Live at the 55 Bar (2021)
- Tony Malaby: The Cave of Winds (2022)
- Ben Monder, Tony Malaby, Tom Rainey: Live in Lisbon (2022)
- Ingrid Laubrock, Brandon Lopez, Tom Rainey: No es la Playa (Intakt, 2022)
- Ivo Perelman, Mark Helias, Tom Rainey: Truth Seeker (2024)
- Ingrid Laubrock & Tom Rainey: Brink (2024)
- 'Schultze Ehwald Rainey': Public Radio (Jazzwerkstatt, 2025)[3]

## Lexigraphische Einträge
- Martin Kunzler: Jazz-Lexikon. Band 2: M–Z (= rororo-Sachbuch. Bd. 16513). 2. Auflage. Rowohlt, Reinbek bei Hamburg 2004, ISBN 3-499-16513-9.